# Боуэн, Диамантина
Диамантина, леди Боуэн (в девичестве Рома) (ок. 1832/1833-1893) была аристократкой с Ионических островов и женой Джорджа Боуэна, британского колониального губернатора, в том числе первого губернатора Квинсленда.

## Биография
Диамантина ди Рома родилась в 1832 или 1833 году родилась на одном из Ионических островов, в то время бывших протекторатом Великобритании, а ныне являющихся частью Греции. Её семья относилась к высшему обществу, поэтому девушка имела хороший кругозор, разбиралась в политике и дипломатии.
28 апреля 1856 на Корфу она вышла замуж за сэра Джорджа Боуэна, бывшего ректора Ионической Академии и колониального чиновника. Их первые дети родились на Ионических островах. Сын умер через двенадцать дней, дочь затем переехала в Брисбен вместе с родителями, когда Боуэн получил назначение губернатором в колонию. В Австралии Диамантина родила ещё троих детей. Последняя дочь появилась на свет уже в Новой Зеландии.
Диамантина умела играть на пианино и петь, в том числе новую для себя музыку. По-английски она говорила с лёгким акцентом, а дома с мужем предпочитала использовать родной итальянский язык. Карьера её мужа, губернатора нескольких колоний Великобритании, заставила семью переезжать из одной экзотической страны в другую.
В 1883 году пара вместе с незамужними дочерьми отправилась на покой в Лондон. Известно, что там Диамантина посещала греко-православную церковь.
17 ноября 1893 скончалась от острого бронхита. Похоронена в Лондоне.

## Жена губернатора Квинсленда
Джордж, Диамантина и их маленькая дочь Нина прибыли в Брисбен в декабре 1859 года на борту судна The Cordelia. Их встретила ликующая и машущая флагами толпа. Прозвучал орудийный салют. Между тем, резиденции губернатора в колонии ещё просто не было, поэтому жить семье первое время пришлось в здании, известном как Аделаид-Хаус.
Жена губернатора присутствовала в жизни колонии тремя способами:
- как супруга своего мужа
- как леди и устроительница общественной жизни
- как благотворительница и патрон различных проектов

Её деятельность была обширной — от хозяйки балов и светских вечеров до организатора школ, больниц, приютов, инициатора строительства множества объектов социального и инфраструктурного назначения.

## Память и список объектов, названных в её честь
Диамантина была очень популярна в колонии и в её честь были названы многие объекты от географических до местных. Этот процесс продолжается и в начале XXI века:
- город Рома в Квинсленде
- улица Рома в Брисбене с одноимёнными автобусной и железнодорожной станцией
- Диамантина — река в Квинсленде
- Дайамантина (графство) — административная единица в Квинсленде
- Диамантина (остров)[12]
- пароход Diamantina компании A.S.N.[13]
- сиротский приют её имени, основанный в 1883 году в Брисбене
- больница хронических заболеваний (1901), затем заменена Больницей Принцессы Александры
- Brisbane Diamantina Health Partners, научно-медицинский центр (2014)
- en:The University of Queensland Diamantina Institute, научно-образовательное учреждение
- en:Diamantina Health Care Museum, музей здравоохранения, основанный в 2004 году
- en:Lady Bowen Falls, Фьлордленд, Новая Зеландия
- en:Ithaca Creek, названная в честь её места рождения — одного из Ионических островов

В Брисбене установлена её статуя.